# Гримке, Сара Мур
Сара Мур Гримке (англ. Sarah Moore Grimké; 26 ноября 1792 — 23 декабря 1873) — американская аболиционистка, писательница и суфражистка.

## Ранняя жизнь
Сара Гримке родилась в Южной Каролине в семье Джона Фошера Гримке — владельца плантации, который был также прокурором и судьей в Южной Каролине. Ещё в раннем детстве она осознавала ограниченность своего положения, в отличие от своих братьев, получавших классическое образование. Несмотря на признание окружающими её способностей и интеллекта, она была лишена возможности получения полноценного образования.
Также Сара была недовольна положением рабов и их полной безграмотностью. В возрасте 12 лет она пыталась обучать их чтению, преподавая Библию, однако этот опыт закончился неудачей. Более того, по мнению её семьи, грамотность будет только мешать рабам, делая их, с одной стороны, недовольными и мятежными, а с другой — психологическое напряжение будет мешать им заниматься физическим трудом. Тем не менее, она продолжала попытки научить их читать и писать, что противоречило рабовладельческому кодексу Южной Каролины 1740 года.
Сара тайно научила Хетти, свою личную рабыню, читать и писать, но когда её родители узнали о том, что она её учит, ярость её отца оказалась невероятной. Он был настолько зол, что чуть не приказал избить молодую рабыню. Страх перед неприятностями не позволял Саре снова начать обучать. Несколько лет спустя она размышляла об этом инциденте, написав: "Я получала удовлетворение, обучая мою маленькую служанку ночью, когда она должна была заниматься расчесыванием моих волос и, лежа на животе перед камином с книгой о правописании перед глазами, мы бросали «вызов» законам Южной Каролины.
Брат Сары, Томас Гримке, пошёл на юридический факультет Йельского университета в 1805 году. Во время своих визитов домой, Томас продолжал обучать Сару новым идеям, а также предупреждал об опасностях просвещения и говорил о важности религии. Эти мысли в сочетании с её тайным изучением права дали ей некоторые основы, некую базу для её дальнейшей работы в качестве активистки. Её отец говорил, что если бы она была мужчиной, она была бы величайшим адвокатом в Южной Каролине. Сара считала, что её невозможность получить высшее образование была несправедливой. Она удивлялась поведению своей семьи и соседей, которые поощряли крещение рабов и посещение богослужений, но не считали их верными братьями и сестрами по вере.
С юности Сара считала, что религия должна играть более активную и важную роль в улучшении жизни тех, кто пострадал больше всего. Её религиозные поиски привели её в первую очередь к пресвитерианству, к которому она обратилась в 1817 году. После переезда в Филадельфию в 1821 году она присоединилась к квакерам, о которых она узнала во время визита к отцу. Там она стала активной сторонницей образования и избирательного права для афроамериканцев и женщин.

## Активистская деятельность
После смерти своего отца в 1821 году, Сара Гримке переехала в Пенсильванию. Видя действительное положение рабов, она называла Юг «пустыней», где ей не встречалось ничего, кроме «отчаяния и страданий». В Филадельфии она присоединилась к обществу квакеров. В 1829 году к ней присоединилась её младшая сестра — Ангелина Гримке.
Сестры Гримке стали активно распространять среди квакеров идеи аболиционизма и отмены смертной казни. Безапелляционная антирабовладельческая риторика первоначально привела их к некоторым трудностям внутри квакерской общины. Кроме того, они считали, что борьба за равные права женщин так же важна, как и борьба за освобождение рабов. Сестры подвергались частым нападкам, даже со стороны некоторых аболиционистов, считавших их взгляды излишне радикальными.
В 1838 году Ангелина Гримке вышла замуж за ведущего аболициониста — Теодора Уэлда. С этого времени она начала отдаляться от движения, становясь все больше женой и матерью. Сара Гримке продолжала активно работать в аболиционистском движении и в 1839 приняла участие в создании Книги «Американское рабство как оно есть» вместе со своей сестрой и её мужем.
Во время гражданской войны 1861—1865 годов Сара писала и читала лекции в поддержку президента Авраама Линкольна.

## Письма о равенстве полов и положении женщин
В 1836 году Сара Гримке опубликовала Послание духовенству южных штатов. В 1837 году сестры совершили поездку по штату Массачусетс, выступая с лекциями об аболиционизме. В том же году в массачусетской газете «The Spectator» была опубликована серия «Писем о равенстве полов и положении женщин», адресованных президенту Бостонского женского антирабовладельческого общества — Мэри Паркер. Вскоре они были перепечатаны в газете «The Liberator», издававшейся радикальным аболиционистом, сторонником женского равноправия и противником смертной казни Уильямом Ллойдом Гаррисоном. Письма были опубликованы в 1838 году в виде книги.
В Письмах Сара Гримке обращает внимание на положение женщин во всех слоях общества. В ряде писем она отмечает различия и своеобразие положения женщин в светском обществе, женщин-трудящихся и женщин-рабынь. Она рассматривала вопрос об освобождении женщин через религию. В тексте постоянно присутствуют ссылки на те или иные цитаты из Библии, доказывающие, что не может идти речи о каком-либо первоначально заложенном неравенстве между мужчиной и женщиной.
Например, она пишет:

«Сначала необходимо увидеть женщину в момент её творения. „И сказал Бог: сотворим человека по образу Нашему; по подобию Нашему; и да владычествуют они над рыбами морскими, и над птицами небесными, и над скотом, и над всею землею, и над всеми гадами, пресмыкающимися на земле. И сотворил Бог человека по образу Своему, по образу Божию сотворил его; мужчину и женщину сотворил их“.

В этом величественном описании сотворения человека нет и намека на разницу между мужчиной и женщиной, а понятие „человек“ (man) присутствует как в слое „мужчина“ (man), так и в слове „женщина“ (woman). Они созданы по образу Божию и владычествуют лишь над остальными тварями, но не друг над другом. Созданные в совершенном равенстве, они должны были по волне Творца своего управлять всеми, живя в гармонии и любви».
В её тексте часто присутствует ирония относительно общественных стереотипов. Будучи человеком религиозным она отмечала, что женщина «по сей день виновата в том, что привнесла в мир грех». Хотя, пишет она дальше, «молчаливое согласие Адама с предложением жены отнюдь не свидетельствует о его умственном превосходстве, которое приписывают мужчинам».